# Biserica de lemn din Fântânele, Bistrița-Năsăud

Biserica de lemn din Fântânele, județul Bistrița-Năsăud. Foto: 2009

Biserica de lemn din satul Fântânele, județul Bistrița-Năsăud, a fost construită la sfârșitul secolului al XIX-lea. Are hramul „Sfinții Arhangheli Mihail și Gavriil”.

## Istoric și trăsături
Biserica a fost construită din lemn de brad în anul 1897, în timpul păstoririi preotului Lazăr Papiu. Este amplasată pe deal, lângă cimitirul satului.  Pictura a fost realizată pe pânză lipită pe lemn de  Victor Saivert și Grigore Biriș. Biserica a fost sfințită în 1989, ierarhul care a sfințit-o fiind Preasfințitul Iustinian Chira Maramureșanul, pe atunci episcop vicar al Arhiepiscopiei Vadului, Feleacului și Clujului.